# Hypsirhynchus melanichnus
Hypsirhynchus melanichnus (Syn.: Alsophis melanichnus, englischer Trivialname: Hispaniola racer) ist eine vermutlich ausgestorbene Schlangenart aus der Familie der Nattern. Sie war auf der Insel Hispaniola heimisch.

## Beschreibung
Hypsirhynchus melanichnus erreichte eine Länge von 63 Zentimetern. Der Rücken war einheitlich tief olivgrün. Ein weißer Seitenstreifen verlief vom Nacken bis zur Körpermitte. Am Kinn waren einige weiße Tupfen zu erkennen. Am Bauch war das Olivgrün heller als am Rücken. Die meisten Bauchschuppen hatten schmale helle Ränder. Die Lippen waren hell.

## Lebensweise
Über die Lebensweise von Hypsirhynchus melanichnus ist kaum etwas bekannt. Sie war tagaktiv und jagte ihre Beute am Boden.

## Aussterben
Hypsirhynchus melanichnus ist nur von wenigen Museumsexemplaren bekannt. Die Art wurde zuletzt 1910 gesammelt. Die Gründe ihres Verschwindens sind nicht hinreichend erforscht, aber vermutlich ist die Nachstellung durch eingeführte Mungos eine der Hauptursachen.